# 维勒莫尔
维勒莫尔（法語：Villemort，法語發音：[vilmɔʁ]）是法国新阿基坦大区维埃纳省的一个市镇，属于蒙莫里永区。

## 地理
维勒莫尔（46°33'5"N, 0°55'20"E）面积4.42 平方千米，位于法国新阿基坦大区维埃纳省，该省份为法国中西部省份，北起曼恩-卢瓦尔省和安德尔-卢瓦尔省，西接德塞夫勒省，南至夏朗德省，东南接上维埃纳省，东临安德尔省。
与维勒莫尔接壤的市镇（或旧市镇、城区）包括：昂蒂尼、贝蒂讷、安斯。
维勒莫尔的时区为UTC+01:00、UTC+02:00（夏令时）。

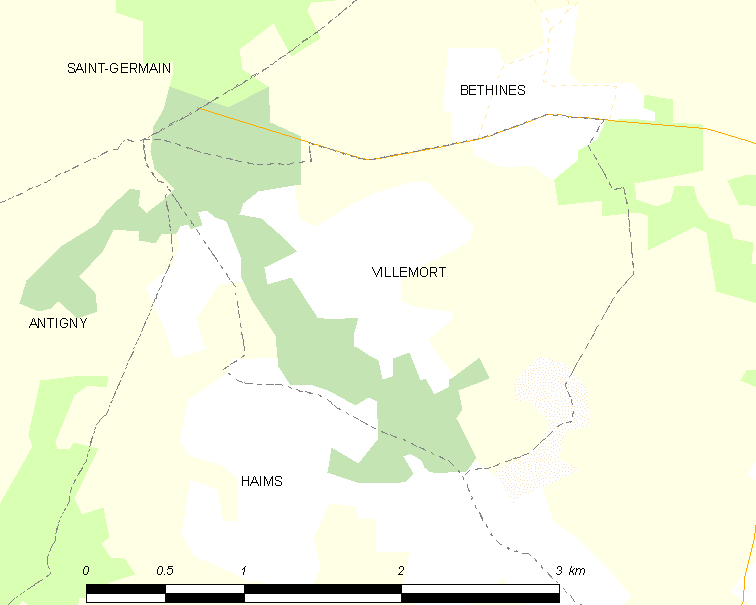
维勒莫尔的OSM定位图

## 行政
维勒莫尔的邮政编码为86310，INSEE市镇编码为86291。

## 政治
维勒莫尔所属的省级选区为蒙莫里永县。

## 人口

1962-2008年间维勒莫尔人口变化图示

维勒莫尔于2022年1月1日时的人口数量为101人。